# 长髭旷禅师
长髭旷禅师（740年—830年），俗姓旷，因留长须而名，潭州攸县人，是唐朝湘东地区的著名禅师。曾参石头希迁。《祖堂集》、《五灯会元》、《景德传灯录》等有关于长髭旷禅师的记载。 云岩昙晟曾受药山惟俨指示，于唐元和十年（815）来攸县依长髭旷学法。长髭旷禅师法嗣有石室善道等。
1985年，攸县宝宁寺发现长髭旷禅师墓塔。